# Кейн, Кэндай
Кэ́ндай Кейн (англ. Candye Kane; 13 ноября 1961, Вентура, Калифорния, США — 6 мая 2016) — американская певица, автор песен, композитор и порноактриса.

## Биография

### Ранние годы и карьера
Родилась в Вентуре (штат Калифорния, США).
Начала свою музыкальную карьеру в 1976 году.

### Личная жизнь, болезнь и смерть
У Кэндай есть два сына, включая музыканта Эвана Кейлеба.
В марте 2008 года Кэндай была диагностирована с раком поджелудочной железы, она перенесла операцию по удалению опухоли в следующем месяце и в итоге победила болезнь. Позже болезнь вернулась и 6 мая 2016 года 54-летняя Кейн скончалась.